# 小林正美 (政治家)
小林 正美（こばやし まさみ、男性、1912年（明治45年）1月29日 - 1960年（昭和35年）11月12日）は、日本の政治家。日本社会党衆議院議員。三重県四日市市出身。衆議院議員の2期目を目指していた1960年（昭和35年）の第29回衆議院議員総選挙中に急逝した。

## 年譜
- 旧制中学校の富田中学（現在の三重県立四日市高等学校）卒業後、関西大学法科を卒業した。7歳年下の小林ちづと結婚した。
- 経済人として以下の要職を歴任した。

1. 三四百貨店社長
2. 四日市商連会長
3. 三重県連商連会長

- 労働問題に取り組んでいた事から日本社会党に入党して日本社会党の三重県書記長・日本社会党所属の三重県議会議員を経て、衆議院議員に初当選した。以下の日本社会党の要職を務めた。

1. 日本社会党の中央委員
2. 日本社会党の組織中小企業対策部長

- 列国議会同盟がギリシャ・アテネで開催された際に海外派遣をされる。[2]

## 政治経歴
- 1958年（昭和33年）の第28回衆議院議員総選挙では同じ選挙区から複数候補者を樹立する日本社会党執行部の方針で三重1区から日本社会党の2人目の公認候補として小林正美も出馬し、亀山市を境界として四日市市を中心とする北部は新人の四日市市出身の小林正美候補の地盤として、伊賀や津市などの南部は現職の中井徳次郎を活動地域とする地盤割りが成功して共に当選した。
- 1960年（昭和35年）11月12日に心臓麻痺で急逝した。第29回衆議院議員総選挙の選挙前であった。小林正美が選挙前に急逝した事で未亡人の小林ちづが身代わり候補として出馬して、小林正美の遺影と、黒いリボンをつけて、弔い合戦として選挙運動をした。妻の小林ちづも衆議院議員となった。